# Christian Noyer
Christian Noyer (Soisy-sous-Montmorency), 6 d'octubre de 1950) és un economista francès.
Des de l'1 de gener de 1998 fins a l'1 de juny de 2002 va ser director i també vicepresident del Banc Central Europeu (BCE). Noyer va ser succeït per Lukàs Papadimos.
El març de 2010 va ser nomenat president del consell del Banc de Pagaments Internacionals.
Al desembre de 2011 va fer part d'un grup de dignataris francesos que van demanar que es tragués al Regne Unit la seva qualificació AAA pel seu elevat deute públic, una acció molt poc habitual per un banquer central.